# Carlo Albani (Adliger)

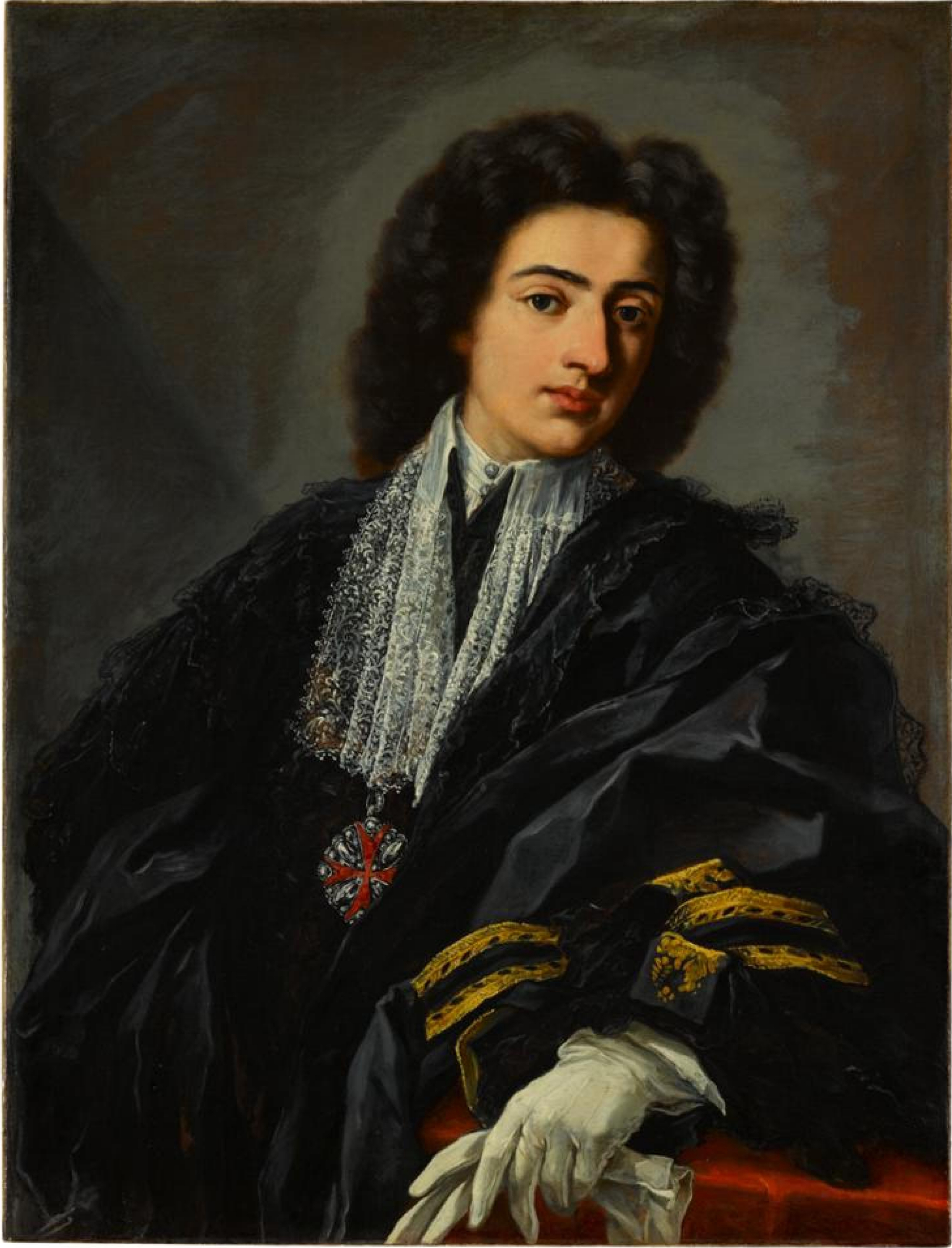
Carlo Albani, Fürst von Soriano, Gemälde von Pier Leone Ghezzi, um 1708

Carlo Albani (* 23. Februar 1687 in Urbino; † 1. Juni 1724 in Rom) war ein italienischer Adeliger und Fürst von Soriano nel Cimino.

## Leben
Albani war ein Spross der im 15. Jahrhundert aus Albanien eingewanderten Familie Albani, der als prominentester Vertreter Papst Clemens XI. entstammte. Carlo Albani wurde 1687 als Sohn des Orazio Albani († 1712) und seiner Frau Maria Bernarda Ondedei geboren.  Sein älterer Bruder Annibale Albani war Kardinal und Bischof der katholischen Kirche. Verheiratet war Carlo Albani mit Teresa Borromeo Arese. Aus der Ehe gingen acht Kinder hervor, darunter sein Nachfolger als Fürst von Soriano nel Cimino, Orazio Albani.
Albani war ab 1701 Marchese von Soriano nel Cimino. 1721 wurde er von seinem Onkel, Papst Clemens, in den Fürstenstand erhoben.